# نيلس يوهانسون
نيلس يوهانسون (بالسويدية: Nils Johansson)‏ هو سياسي سويدي، ولد في 3 أبريل 1864، وتوفي في 8 مايو 1941. حزبياً، نشط في حزب الوسط السويدي. وقد انتخب عضو البرلمان السويدي ‏.
1. 1 2 3  Two-Chamber Parliament 1867–1970. | Johansson i Brånalt, Nils، ج. 2، 1985، ص. 386، QID:Q110346241